# Ivan Šapina
Ivan Šapina, född 17 november 1999, är en kroatisk taekwondoutövare.

## Karriär
I maj 2019 tog Šapina brons i 87 kg-klassen vid VM i Manchester. I oktober 2019 tog han brons i +80 kg-klassen vid Grand Prix i Sofia. I april 2021 tog Šapina brons i 87 kg-klassen vid EM i Sofia. I juli 2021 tävlade Šapina för Kroatien vid OS i Tokyo, där han blev utslagen i kvartsfinalen i +80 kg-klassen mot kinesiske Sun Hongyi.
I maj 2022 tog Šapina sitt första EM-guld i 87 kg-klassen vid EM i Manchester efter att ha besegrat spanske Raúl Martínez i finalen. I juli 2022 tog han guld i +80 kg-klassen vid medelhavsspelen i Oran efter att ha besegrat marockanske Ayoub Bassel i finalen. I september 2022 tog Šapina silver i +80 kg-klassen vid Grand Prix i Paris efter en finalförlust mot kubanske Rafael Alba.
I maj 2023 tog Šapina silver i 87 kg-klassen vid VM i Baku efter en finalförlust mot sydkoreanske Kang Sang-hyun. Följande månad tog han guld i 87 kg-klassen vid europeiska spelen i Kraków-Małopolska efter att ha besegrat slovenske Patrik Divković i finalen. Under 2023 tog Šapina även brons i +80 kg-klassen vid Grand Prix i Rom och Taiyuan.